# Zellertalbahn
| |                                                   |                                         |                                         |
| Streckennummer (DB): | 3322 (Langmeil–Marnheim) 3561 (Marnheim–Monsheim) |                                         |                                         |
| Kursbuchstrecke (DB): | 662.1                                             |                                         |                                         |
| Kursbuchstrecke: | 272c (1946)                                       |                                         |                                         |
| Streckenlänge: | 27,7 km                                           |                                         |                                         |
| Spurweite: | 1435 mm (Normalspur)                              |                                         |                                         |
| Streckenklasse: | D4                                                |                                         |                                         |
| |                                                   |                                         |                                         |
| \| \| \| Alsenztalbahn von Hochspeyer \| \| \| \| 0,0 \| Langmeil (Pfalz) \| Langmeil (Pfalz) \| \| \| \| Alsenztalbahn nach Bad Münster am Stein \| \| \| \| \| Kreisstraße 39 \| \| \| \| \| Bundesautobahn 63 \| \| \| \| \| Kreisstraße 43 \| \| \| \| 6,2 \| Börrstadt \| Börrstadt \| \| \| \| Landesstraße 394 \| \| \| \| 10,9 \| Göllheim-Dreisen \| Göllheim-Dreisen \| \| \| \| Bundesstraße 47 \| \| \| \| 14,20,0 \| Marnheim \| Marnheim \| \| \| \| Landesstraße 449 \| \| \| \| \| Donnersbergbahn nach Alzey \| \| \| \| 5,0 \| Albisheim (Pfrimm) \| Albisheim (Pfrimm) \| \| \| 8,1 \| Harxheim-Zell \| Harxheim-Zell \| \| \| \| ehem. Landesgrenze Bayern–Hessen \| \| \| \| 10,3 \| Wachenheim-Mölsheim \| Wachenheim-Mölsheim \| \| \| \| Bundesstraße 47 \| \| \| \| \| von Bingen Stadt \| \| \| \| \| Bundesstraße 271 \| \| \| \| 13,4 \| Monsheim \| Monsheim \| \| \| \| nach Neustadt (Weinstr) Hbf \| \| \| \| \| nach Worms \| \| |                                                   |                                         |                                         |
| Strecke |                                                   | Alsenztalbahn von Hochspeyer            | Alsenztalbahn von Hochspeyer            |
| Dienststation / Betriebs- oder Güterbahnhof | 0,0                                               | Langmeil (Pfalz)                        | Langmeil (Pfalz)                        |
| Abzweig geradeaus und nach links |                                                   | Alsenztalbahn nach Bad Münster am Stein | Alsenztalbahn nach Bad Münster am Stein |
| Strecke mit Straßenbrücke |                                                   | Kreisstraße 39                          | Kreisstraße 39                          |
| Strecke mit Straßenbrücke |                                                   | Bundesautobahn 63                       | Bundesautobahn 63                       |
| Brücke |                                                   | Kreisstraße 43                          | Kreisstraße 43                          |
| ehemaliger Haltepunkt / Haltestelle | 6,2                                               | Börrstadt                               | Börrstadt                               |
| Brücke |                                                   | Landesstraße 394                        | Landesstraße 394                        |
| Haltepunkt / Haltestelle | 10,9                                              | Göllheim-Dreisen                        | Göllheim-Dreisen                        |
| Brücke |                                                   | Bundesstraße 47                         | Bundesstraße 47                         |
| Bahnhof | 14,20,0                                           | Marnheim                                | Marnheim                                |
| Brücke |                                                   | Landesstraße 449                        | Landesstraße 449                        |
| Abzweig geradeaus und ehemals nach links |                                                   | Donnersbergbahn nach Alzey              | Donnersbergbahn nach Alzey              |
| Haltepunkt / Haltestelle | 5,0                                               | Albisheim (Pfrimm)                      | Albisheim (Pfrimm)                      |
| Haltepunkt / Haltestelle | 8,1                                               | Harxheim-Zell                           | Harxheim-Zell                           |
| Grenze |                                                   | ehem. Landesgrenze Bayern–Hessen        | ehem. Landesgrenze Bayern–Hessen        |
| Haltepunkt / Haltestelle | 10,3                                              | Wachenheim-Mölsheim                     | Wachenheim-Mölsheim                     |
| Brücke |                                                   | Bundesstraße 47                         | Bundesstraße 47                         |
| Abzweig geradeaus und von links |                                                   | von Bingen Stadt                        | von Bingen Stadt                        |
| Brücke |                                                   | Bundesstraße 271                        | Bundesstraße 271                        |
| Bahnhof | 13,4                                              | Monsheim                                | Monsheim                                |
| Abzweig geradeaus und nach rechts |                                                   | nach Neustadt (Weinstr) Hbf             | nach Neustadt (Weinstr) Hbf             |
| Strecke |                                                   | nach Worms                              | nach Worms                              |

Die Zellertalbahn, auch Pfrimmtalbahn genannt, ist eine Nebenbahn von Langmeil nach Monsheim. Ursprünglich als Hauptbahn gebaut und als solche Teil der Fernverkehrsmagistrale Kaiserslautern–Worms, verlor sie nach dem Zweiten Weltkrieg ihre Bedeutung im überregionalen Verkehr. 1983 wurde der Personenverkehr eingestellt. 2001 wurde er an Sonn- und Feiertagen wiederaufgenommen. Eine Ausweitung des Verkehrs auf Werktage, die im Rahmen des Rheinland-Pfalz-Taktes 2015 optional vorgesehen war, wurde aus Kostengründen nicht realisiert. Im August 2017 wurde der Verkehr insgesamt eingestellt.
Seit dem Jahr 2021 läuft nach intensiven Bemühungen der Lokalpolitik die Sanierung der Strecke, die bis 2023 abgeschlossen sein und rund 8,3 Millionen Euro kosten sollte. Die Strecke soll sowohl für den Güterverkehr als auch für den Personenverkehr genutzt werden, mittelfristig wird eine im Rheinland-Pfalz-Takt integrierte, reguläre Verbindung von Kaiserslautern nach Worms über die Zellertalbahn angedacht. Ein 2023 geplanter sonntäglicher Ausflugsverkehr auf der Zellertalbahn musste aufgrund von noch nicht abgeschlossenen Bauarbeiten auf voraussichtlich 2026 verschoben werden.
2025 erschien eine Untersuchung des rheinland-pfälzischen Ministerium für Klimaschutz, Umwelt, Energie und Mobilität (MKUEM), die der Bahnstrecke Kaiserslautern – Worms im regulären Betrieb einen möglichen hohen Nutzen bescheinigt.

## Geschichte

### Planung und Bau
Bereits 1860 gab es von Seiten der Gesellschaft der Pfälzischen Nordbahnen erste konkrete Planungen für eine Bahnstrecke durch das Zellertal, das damals im Grenzgebiet zwischen der Pfalz (Bayern) und Rheinhessen lag. Zustande gekommen waren diese vor allem als Reaktion auf die entsprechenden Wünsche der dortigen Bevölkerung. Hessen erteilte bereits 1868 eine entsprechende Konzession. Darüber hinaus sahen die Verantwortlichen in einer Verknüpfung der 1870 und 1871 eröffneten Alsenztalbahn mit der Strecke Worms–Bingen ökonomische Vorteile. Das amtliche Projekt wurde 1870 erstellt. Im März 1871 lag die Genehmigung für den Bau vor, der daraufhin in Angriff genommen wurde. Da größtenteils das Tal der Pfrimm genutzt werden konnte, gab es beim Streckenbau keine größeren Schwierigkeiten.
Jedoch verzögerte sich die Inbetriebnahme, da die Regierung von Bayern durch die Strecke einen Bedeutungsverlust der Pfälzischen Ludwigsbahn Ludwigshafen–Bexbach befürchtete. Die Presse innerhalb der Pfalz behauptete, dass Beanstandungen von hessischer Seite sowohl durch die Regierung als auch durch die Bahnverwaltung dafür verantwortlich seien. Der Abschnitt Monsheim–Marnheim wurde am 23. Oktober 1872 in Betrieb genommen. Der Eröffnungszug begann im Bahnhof Monsheim und führte Salonwagen.
Der Streckenabschnitt von Marnheim bis Langmeil folgte am 31. Mai 1873. Dieser wurde als Teil der Strecke Mainz–Alzey–Marnheim–Langmeil eingeordnet, was sich beispielsweise in der Streckennummer und der Kilometrierung widerspiegelt.

### Weitere Entwicklung
Der pfälzische Streckenabschnitt war Eigentum der Nordbahn-Gesellschaft, der kürzere innerhalb von Hessen Bestandteil der Hessischen Ludwigsbahn. Die Strecke wurde bereits 1888 vor allem aus strategischen Gründen zweigleisig ausgebaut. Der Bahnstrecke wurde im überregionalen Verkehr in den folgenden Jahrzehnten eine große Bedeutung zuteil. So verkehrten über sie Fernzüge der Relation Kaiserslautern–Worms sowie solche der Relation Kaiserslautern–Mainz zwischen Langmeil und Marnheim und anschließend über die Donnersbergbahn.

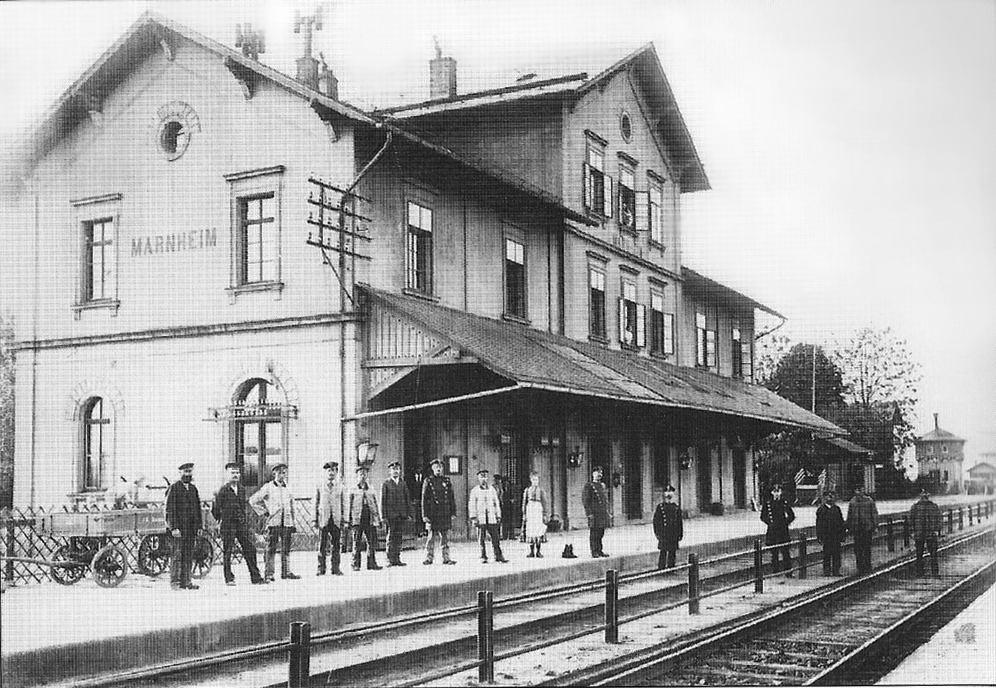
Bahnhof Marnheim Anfang des 20. Jahrhunderts

Der hessische Streckenabschnitt ging im Zuge der Verstaatlichung in den Besitz der Preußisch-Hessischen Eisenbahngemeinschaft über. 1908 wurde hier zwischen Wachenheim-Mölsheim und Monsheim (sowie weiter nach Worms an der Bahnstrecke Worms–Bingen Stadt) der elektrische Streckenblock in Betrieb genommen, telegrafische Zugmeldungen entfielen.
Innerhalb der Pfalz war die Bahnstrecke ab 1. Januar 1909 Teil der Königlich Bayerischen Staats-Eisenbahnen.
Am 10. Februar 1914 wurden „mit Eintritt der Dunkelheit“ zwischen Monsheim und Wachenheim-Mölsheim neue „Doppellichtvorsignale“ in Betrieb genommen, die dem heute noch gebräuchlichen Modell des Formsignals entsprachen.
Zu Beginn des Ersten Weltkrieges fuhren über die Strecke vom 9. bis 16. August 1914 pro Tag 20 Militärzüge der Relation Worms–Saarbrücken.
1922 erfolgte die Eingliederung des pfälzischen Streckenteils in die neu gegründete Reichsbahndirektion Ludwigshafen, der rheinhessische Teil kam zum Mainzer Pendant. Im Zuge der Auflösung ersterer zum 1. April 1937 befand sich die Zellertalbahn ab diesem Zeitpunkt vollständig im Zuständigkeitsbereich der Reichsbahndirektion Mainz.
Kurz vor dem Zweiten Weltkrieg und unmittelbar danach führte sogar vereinzelt Fernverkehr über die Zellertalbahn. So verkehrte 1946 der Schnellzug D 1118/1119, Paris–Frankfurt über die Strecke, weil diese Verbindung schneller zu befahren war als die Hauptstrecke im Bereich von Ludwigshafen.

### Nach dem Zweiten Weltkrieg (1945–1993)
Nach dem Zweiten Weltkrieg gliederte die französische Besatzungsmacht die Bahnstrecke in die Bundesbahndirektion Mainz ein, wie alle Strecken innerhalb des neu geschaffenen Bundeslandes Rheinland-Pfalz. In den Folgejahren verlor die Strecke schnell an Bedeutung. Dazu beigetragen hatte, dass die in Marnheim abzweigende Donnersbergbahn 1945 durch Sprengung des Pfrimmtalviadukts unterbrochen wurde, womit Züge der Relation Kaiserslautern–Mainz, die zwischen Langmeil und Marnheim die Zellertalbahn genutzt hatten, nicht mehr möglich waren. Wurde der Streckenabschnitt Langmeil–Marnheim bis dahin vor allem als Teilstück der Donnersbergbahn betrachtet, so wurde dieser aufgrund der nun entstandenen Lücke zwischen Marnheim und Kirchheimbolanden betrieblich der Zellertalbahn zugeordnet. 1958 wurde aufgrund des schlechten Zustands des Oberbaus der Strecke der Abschnitt zwischen Börrstadt und Langmeil zunächst vorläufig, 1961 dann endgültig auf eingleisigen Betrieb umgestellt. Vom Bund erhielt die DB finanzielle Zuwendungen, die im Rahmen des Kalten Kriegs auf den Erhalt der Strecke aus strategischen Gründen abzielten. Anfang der 1960er Jahre wurden im Zuge der Elektrifizierung der Bahnstrecke Mannheim–Saarbrücken mehrere Güterzüge über die Zellertalbahn umgeleitet, da erstere aufgrund der Arbeiten vorübergehend in ihrer Kapazität eingeschränkt war. Zwischen Börrstadt und Monsheim wurde zum 1. April 1968 der Betrieb des zweiten Gleises aufgegeben.
Am 30. April 1972 gelangte im Zuge der Auflösung der Bundesbahndirektion Mainz der Abschnitt Monsheim–Göllheim-Dreisen in den Zuständigkeitsbereich ihres Frankfurter Pendants, während der restliche Abschnitt unter der Verwaltung der Saarbrücker Direktion stand. 1976 wurde auf der Bahnstrecke das zweite Gleis abgebaut. Zur selben Zeit waren die Bahnhöfe beziehungsweise Haltestellen Börrstadt, Göllheim-Dreisen, Harxheim-Zell und Wachenheim-Mölsheim nicht mehr besetzt. Trotz ihres zunehmenden Bedeutungsverlustes blieb die Strecke bis zuletzt offiziell eine Hauptbahn.
Nachdem der ÖPNV auf der Strecke am 23. September 1983 aufgegeben wurde, blieb das Gleis wegen der Bedeutung als strategische Bahn zunächst erhalten.

### Jüngere Vergangenheit (seit 1994)
Im Zuge der Bahnreform ging die Strecke in das Eigentum der Deutschen Bahn über. 1998 wurde die Strecke stillgelegt, da ihre strategische Bedeutung nach dem Ende des Kalten Krieges entfallen war.
Jedoch strengte der 1989 gegründete Förderverein Eistalbahn, der bereits die Reaktivierung der gleichnamigen Strecke forciert hatte, eine Wiederinbetriebnahme der Zellertalbahn an. Im September 1997 organisierte er beispielsweise eine Sonderfahrt von Monsheim nach Harxheim-Zell mit einem Schienenbus der Baureihe VT 98. In Zusammenarbeit mit der Kuckucksbähnel-Bahnbetriebs-GmbH wurde vom 26. Mai bis zum 23. September 2001 an Sonn- und Feiertagen ein Ausflugsverkehr durchgeführt, der auch in den Folgejahren in den Sommermonaten stattfand. 2014 wurde die Strecke Monsheim–Enkenbach vom 1. Mai bis zum 19. Oktober an Sonn- und Feiertagen viermal in dieser und dreimal in umgekehrter Richtung bedient.
Als Eisenbahninfrastrukturunternehmen fungiert derzeit der Donnersberg-Touristik-Verband (DTV), der die Strecke von der DB Netz AG gepachtet hat. Die im Zuge des Rheinland-Pfalz-Taktes im Jahr 2015 geplante Reaktivierung konnte nicht umgesetzt werden, da gutachterlich festgestellt wurde, dass die Reaktivierungsmaßnahme keinen volkswirtschaftlichen Nutzen ergäbe. Um die Infrastruktur langfristig zu erhalten, möchte der zuständige Zweckverband Schienenpersonennahverkehr Rheinland-Pfalz Süd (ZSPNV Süd) für den bestehenden Ausflugsverkehr eine Bestellgarantie für die nächsten 15 Jahre abgeben. Die Bestellgarantie ist Voraussetzung, dass Fördermittel für den langfristigen Erhalt der Strecke fließen können. Der ZSPNV Süd möchte sich so die Option offen halten, über die Zellertalbahn eine durchgehende Nahverkehrsverbindung zwischen den Oberzentren Worms und Kaiserslautern zu schaffen.
Laut einem im Dezember 2015 veröffentlichten Gutachten seien 7,9 Millionen Euro für den Erhalt der Strecke erforderlich. Infolgedessen wurde am 21. März 2016 beschlossen, dass zukünftig der DTV als Infrastrukturbetreiber die Betriebsführung vom Förderverein Eistalbahn e. V. übernehmen soll.

### Reaktivierung (seit 2020)
Nach der endgültigen Einstellung des Bahnbetriebs im August 2017 arbeitete die Lokalpolitik intensiv an einer Reaktivierung der Strecke, die auch im Koalitionsvertrag der rheinland-pfälzischen Landesregierung aus SPD, FDP und Grünen festgeschrieben war. Für die Reaktivierung wurde von dem am Projekt beteiligten Donnersbergkreis eine Landesförderung in Höhe von 6,7 Millionen Euro beantragt. Der Landesrechnungshof kritisierte am 13. Februar 2020 wesentliche Punkte der geplanten Reaktivierung, im Hinblick auf ihre Wirtschaftlichkeit und die künftige Auslastung der Strecke und wies auf die finanziellen Risiken hin: der geplante Ausflugsbetrieb etwa würde noch nicht einmal die entstehenden laufenden Kosten decken. Er forderte die Stilllegung und den Abbau der Bahnstrecke.
Der Rechnungshof wurde anschließend parteiübergreifend kritisiert. So monierte der Wahlkreisabgeordnete im Bundestag Gustav Herzog (SPD), der sich jahrelang für eine Reaktivierung starkgemacht hatte, der Landesrechnungshof blende die „klimapolitisch getriebene neue Verkehrspolitik des Bundes völlig aus“ und berücksichtige die positive Entwicklung für den Tourismus im Donnersbergkreis und im durch den Weinbau geprägten Zellertal durch eine Reaktivierung überhaupt nicht. Der Landrat des Donnersbergkreis Rainer Guth (parteilos) wies die Kritik des Landesrechnungshofes an der sich durch das Projekt verschärfenden Schuldenlage des Donnersbergkreises zurück: „Hier gibt es eine überregionale Bedeutung, auch die Landkreise Alzey-Worms und Kaiserslautern profitieren von einer Reaktivierung, weil die Bahn in diesen Bereichen ebenso fahren wird. Es wird aber an uns festgemacht, weil wir der Projektträger sind.“ Zudem wies Guth darauf hin, dass man explizit nicht nur einen Ausflugsverkehr, sondern eine Aufnahme in den Regelverkehr beabsichtige, was der Landesrechnungshof seiner Meinung nach zu wenig berücksichtigte.
Am 15. September 2020 übergab der damalige rheinland-pfälzische Wirtschafts- und Verkehrsminister Volker Wissing (FDP) schließlich den Förderbescheid des Landes Rheinland-Pfalz in Höhe der beantragten Summe von 6,7 Millionen Euro an den Donnersbergkreis. Das Land Rheinland-Pfalz beteiligt sich damit zu 85 % an den Gesamtkosten der Reaktivierung von 8,3 Millionen Euro, die restlichen Kosten werden von den beteiligten Kommunen getragen.
Im Sommer 2021 begannen umfangreiche Bauarbeiten an Ober- und Unterbau, Weichen und Bahnübergängen, wobei unter anderem das komplette Gleisbett saniert wird, sodass 2023 der Betrieb wieder aufgenommen werden soll.

#### Geplante Wiederaufnahme des Zugverkehrs (ab 2023)
Ab dem 2. April 2023 sollte auf der Zellertalbahn wieder ein Ausflugsverkehr als RB 48 verkehren. Diese von der DB Regio AG Mitte betriebene Linie sollte dabei bis zum 29. Oktober 2023 je dreimal pro Richtung jeden Sonntag zwischen Kaiserslautern und Monsheim verkehren. Die Einführung der Linie wurde mehrmals verschoben und ist für 2026 geplant.

## Name
Der Name Zellertalbahn rührt vom gleichnamigen Weintal, das die Strecke östlich von Marnheim durchfährt. Er entstand im zeitlichen Umfeld der Reaktivierung im Jahr 2001 vor allem aus Marketinggründen. Der traditionelle und heute seltener verwendete Begriff Pfrimmtalbahn kam zustande, da sie der Pfrimm, einem linken Nebenfluss des Rheins, nicht nur im Zellertal, sondern auf fast ihrer gesamten Länge folgt.

## Streckenverlauf

### Topografie
Die Strecke lässt nach dem Bahnhof Langmeil die Alsenztalbahn links liegen und streift anschließend einen nördlichen Ausläufer des Pfälzerwaldes. Nördlich von ihr erstreckt sich der bereits zum Nordpfälzer Bergland gehörende Donnersberg. Anschließend passiert sie Börrstadt sowie die Wasserscheide zwischen Alsenz und Pfrimm. Ab Göllheim-Dreisen folgt sie letzterer und verläuft überwiegend entlang landwirtschaftlich genutzter Flächen. Nördlich von Marnheim befinden sich Reste der seit 1945 unterbrochenen Überführung der Donnersbergbahn, danach erreicht die Strecke das Zellertal. Schließlich mündet sie in Monsheim in die aus Norden kommende Bahnstrecke Worms–Bingen Stadt. Von Langmeil bis Harxheim-Zell verläuft sie innerhalb des Donnersbergkreises, der Rest liegt im Landkreis Alzey-Worms. 57 % des Streckenabschnitts Marnheim–Monsheim liegen in Geraden, der Rest in Bögen.

### Streckenbauliche Besonderheiten
Auf der Zellertalbahn ist ein Befahren mit einer maximalen Achslast von 22,5 t erlaubt. Die Beschaffenheit der Trasse lässt eine Geschwindigkeit von teilweise maximal 160 km/h zu. Jedoch wird zwischen Langmeil und dem ersten Bahnübergang nahe Standenbühl aufgrund der Einstufung als Nebenbahn mit 80 km/h und nachfolgend wegen der nicht technisch gesicherten Übergänge mit 60 km/h gefahren. Alle Weichen sind verschlossen und dürfen wegen der nicht gegebenen Signalabhängigkeit nur mit 50 km/h befahren werden. Die größte Neigung der Strecke beträgt in einigen Abschnitten ca. 9,3 Promille. Es gibt insgesamt elf Bahnübergänge, davon kreuzen zwei eine Landesstraße.

## Betrieb

### Personenverkehr
Nachdem die Pfälzische Nordbahn Neustadt–Monsheim am 20. Juli 1873 eröffnet worden war, verkehrten direkte Züge von Marnheim bis nach Neustadt. Im Mai 1901 wurde über die Strecke ein Schnellzug der Relation München–Worms–Kaiserslautern–Metz–Paris eingerichtet. Später verkehrten unter anderem Züge der Relation Pirmasens–Frankfurt.
Nach dem Zweiten Weltkrieg beschränkte sich der Verkehr im Wesentlichen auf die Relation Kaiserslautern–Worms. In den Folgejahrzehnten bis zur Einstellung der Personenbeförderung im Jahr 1983 variierte die tägliche Zahl an Zugpaaren auf der Zellertalbahn zwischen fünf und acht. Bis zu den 1970er Jahren existierte zudem ein Arbeiterzug der Relation Ludwigshafen–Frankenthal–Freinsheim–Grünstadt–Monsheim–Marnheim.
Sonn- und feiertags verkehrten ab 2001 Züge der DB Regio im Zweistundentakt auf der Strecke. Zu Beginn fuhren Regio-Shuttle der Eurobahn, deren Leistungen 2005 an DB Regio übergeben wurden. Vom Beginn der Saison bis Ende August verkehrten moderne Dieseltriebwagen der Baureihe 643. Im September und Oktober wurden auf der Zellertalbahn historische Schienenbusse der Baureihe 798 der Pfalzbahn GmbH eingesetzt. Sie begannen seit 2005 in Hochspeyer und folgten dort bis Langmeil der Alsenztalbahn. In Langmeil hielten die Züge jedoch seit 2005 nicht mehr. Es verkehrten vier Zugpaare zwischen 10 und 20 Uhr. Der letzte Zug nach Westen wurde bis Kaiserslautern durchgebunden. Neben den sonntäglichen Zügen wurden in unregelmäßigem Abstand Dampfzug-Sonderfahrten auf der Strecke durchgeführt. Des Weiteren wurde die Strecke für Überführungsfahrten genutzt. Alle Züge wurden durch ehrenamtliches Zugpersonal des Fördervereins Eistalbahn e. V. begleitet. Ziel des Vereins war die Reaktivierung der Strecke im werktäglichen Schienenpersonennahverkehr, die jedoch auf absehbare Zeit nicht realisiert werden konnte.
Im September 2017 musste der Betrieb auf der Strecke wegen mangelhafter Gleisanlagen eingestellt werden.
Im Zuge der seit 2021 laufenden Sanierung und Reaktivierung der Strecke ist neben einer Wiederaufnahme des Ausflugsverkehrs auch ein dauerhafter Personenverkehr, integriert im Rheinland-Pfalz-Takt, geplant, der die Regionen Kaiserslautern und Worms wieder miteinander verbinden soll. Auch als nördliche Ausweichstrecke für die Ost-West-Achse Mannheim–Kaiserslautern(–Saarbrücken) käme die Zellertalbahn in Frage.

### Güterverkehr
Der Güterverkehr wurde hauptsächlich durch den Transport landwirtschaftlicher Produkte getragen. Nach dem Zweiten Weltkrieg verlor er ebenfalls an Bedeutung. Zuletzt hatte er aufgrund der seit 1971 bestehenden Direktionszugehörigkeiten in den Abschnitten Langmeil–Börrstadt und Göllheim-Dreisen–Monsheim getrennt voneinander in Form von Übergabezügen stattgefunden. Ersterer wurde 1987 aufgegeben, letzterer 1992. Herrschte zum Zeitpunkt der Rübenernte ein reger Betrieb, so kam dieser Anfang der 1990er Jahre zum Erliegen, da die DB den Transport von Rüben auf die Straße verlegte. Gelegentlich fuhren in den letzten Jahren einige Übergabezüge zu Firmen entlang der Strecke. Nach dem Abschluss der 2021 begonnenen Sanierung und Reaktivierung der Strecke soll diese auch wieder für den Güterverkehr genutzt werden können.

## Fahrzeugeinsatz

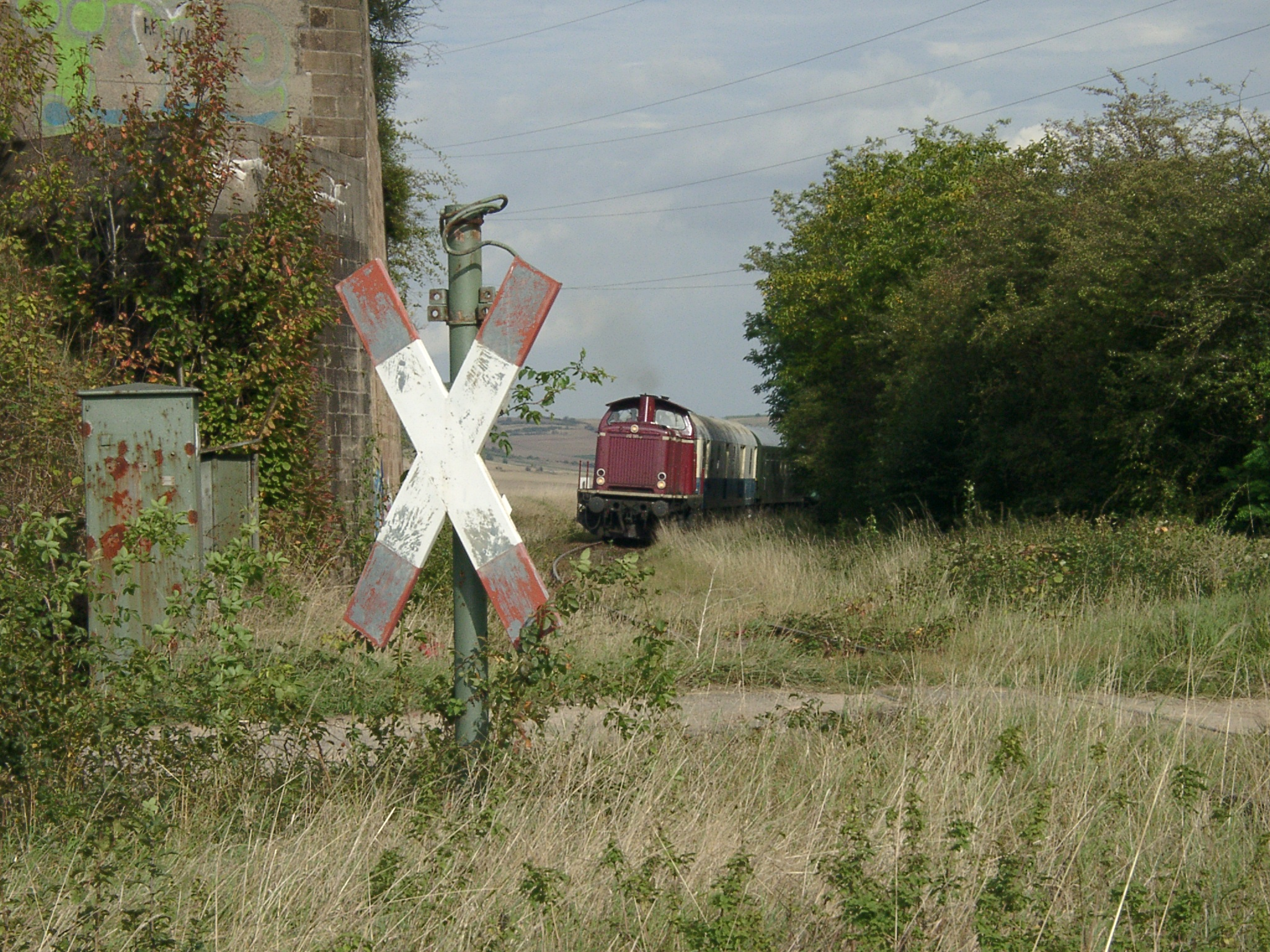
212 im Zellertal am südlichen Brückenkopf des Pfrimmtalviadukts

Gegen Anfang des 20. Jahrhunderts war für die Zellertalbahn die Werkstätte Kaiserslautern zuständig. Die Personenzüge fuhren mit Dampflokomotiven der Baureihen P 1, P 2 und T 1. Die Baureihen G 2 G 4, G 5 übernahmen die Leistungen im Güterverkehr.
Für das zuletzt verbliebene Eilzugpaar Frankfurt–Kaiserslautern kam zunächst die Baureihe 23 aus Kaiserslautern zum Einsatz, später die Baureihe V 200. Der Güterverkehr wurde bis Mitte der 1970er Jahre durch Loks der Baureihe 50 bewältigt. Der reguläre Personenverkehr wurde bis zu seiner Einstellung im Jahr 1983 mit Akku-Triebwagen der Baureihe ETA 150 aus dem Bahnbetriebswerk Worms durchgeführt. In den 1980er Jahren waren für den Gütertransport Dieselloks der Baureihen Köf III und V 60 verantwortlich.

## Betriebsstellen

### Langmeil (Pfalz)

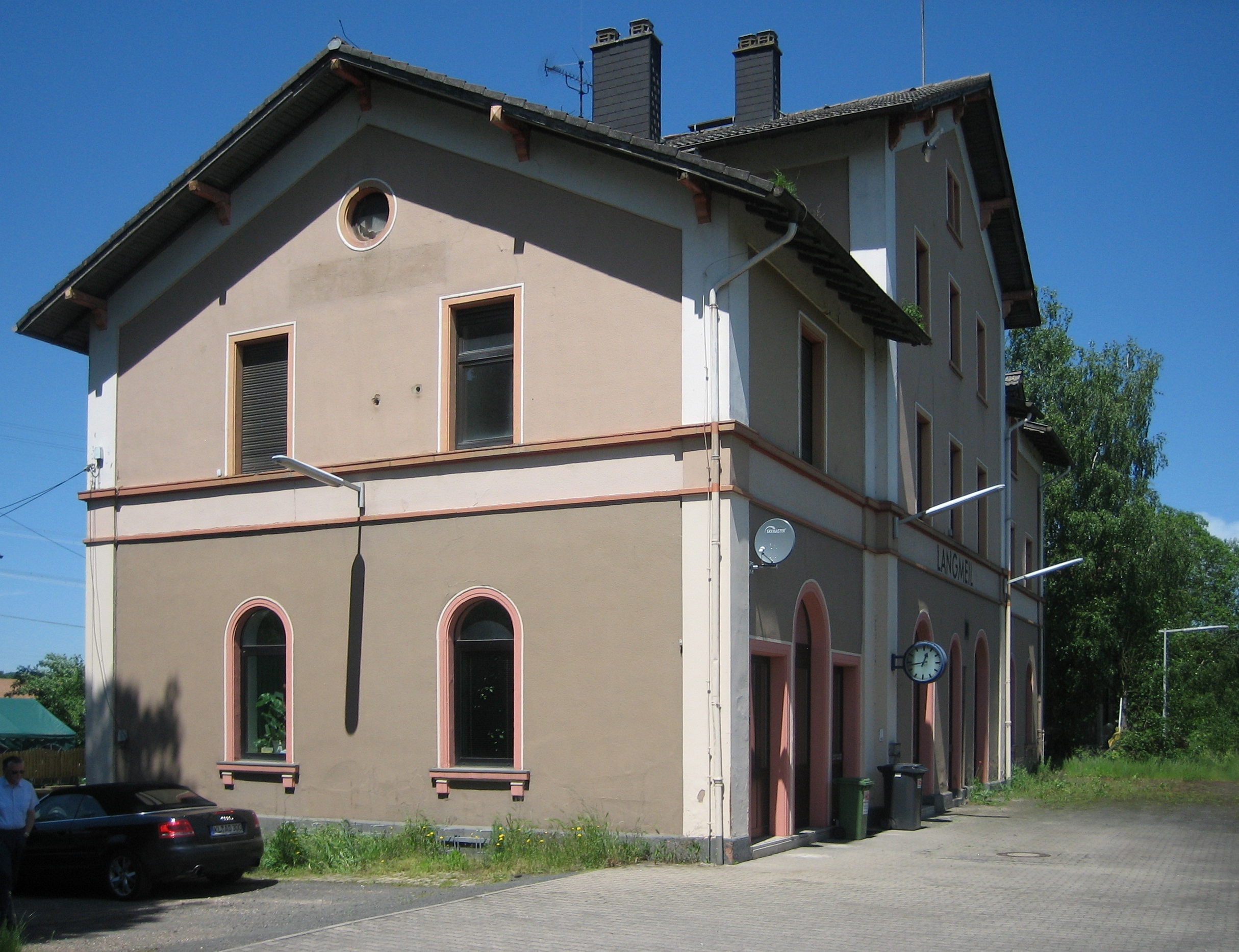
Empfangsgebäude des Bahnhof Langmeil (Pfalz)

Der Bahnhof befindet sich im Süden der Gemarkung des zu Winnweiler gehörenden Ortsbezirks Alsenbrück-Langmeil. Während der ersten Jahre seines Bestehens trug er die Bezeichnung Langmeil-Münchweiler. Mit Eröffnung der Zellertalbahn sowie der benachbarten Donnersbergbahn wurde er zu einem wichtigen Eisenbahnknotenpunkt. Ende 2006 wurde er mangels Rentabilität für den Personenverkehr aufgelassen und hat seither ausschließlich die Funktion eines Betriebsbahnhofs inne.

### Börrstadt
Der Bahnhof befand sich am nordöstlichen Ortsrand von Börrstadt. 1969 wurde der Bahnhof zunächst in einen Haltepunkt umgewandelt, blieb dann aber doch als Bahnhof – wenn auch ohne Personal vor Ort – bestehen. Bei der Wiederaufnahme des Personenverkehrs 2001 blieb seine Reaktivierung aus.

### Göllheim-Dreisen

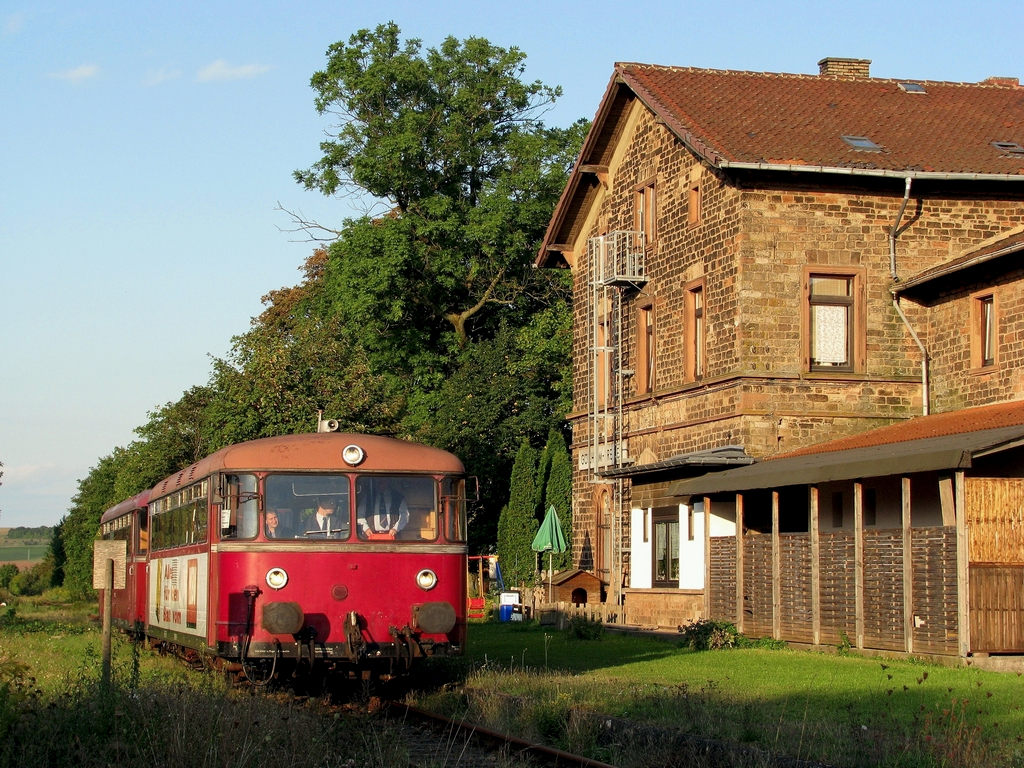
Planverkehr mit dem Schienenbus 798 818 in den letzten beiden Monaten jeder Saison, hier im Bahnhof Göllheim-Dreisen

Der derzeitige Haltepunkt und frühere Bahnhof befindet sich am südöstlichen Ortsrand von Dreisen. Göllheim befindet sich rund zwei Kilometer entfernt. Das Ensemble des Haltepunktes wird vom Silo einer Raiffeisen-Genossenschaft dominiert.

### Marnheim
Der Bahnhof befindet sich am südlichen Ortsrand von Marnheim. Von 1874 bis 1945 war er Eisenbahnknotenpunkt, ehe die Donnersbergbahn 1945 bis heute unterbrochen wurde. Sein Empfangsgebäude steht zudem unter Denkmalschutz.

### Albisheim (Pfrimm)
Der Bahnhof befindet sich am südlichen Ortsrand von Albisheim (Pfrimm). Bis 1910 war die Bahnhofsbezeichnung: „Albisheim a. d. Pfrimm“, danach „Albisheim a Pfrimm“. Der Eingang zum Empfangsgebäude lag an der Seite unweit des Bahnsteigs. Bis zur vorübergehenden Stilllegung der Strecke war der Halt besetzt.

### Harxheim-Zell
Der Haltepunkt und frühere Bahnhof befindet sich im Osten des Siedlungsgebiets von Harxheim unweit der Ortsmitte. Um 1990 wurde das einzige Ausweichgleis demontiert, wodurch die Station den Status als Bahnhof verlor.

### Wachenheim-Mölsheim
Der Bahnhof befindet sich am südöstlichen Siedlungsrand von Wachenheim (Pfrimm). Die Gemeinde Mölsheim liegt rund einen Kilometer weiter nördlich.

### Monsheim

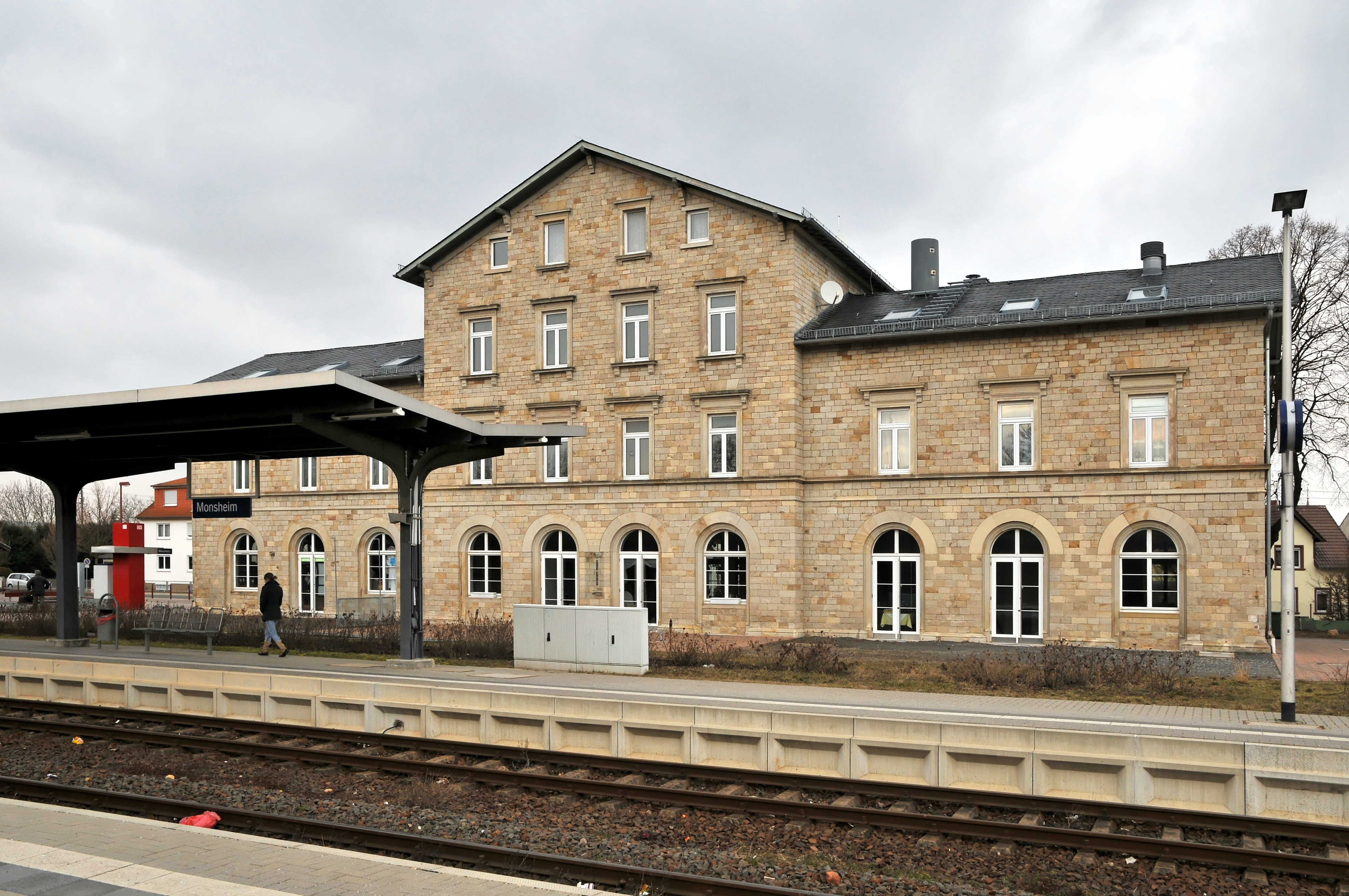
Bahnhof Monsheim

Der Bahnhof befindet sich in zentraler Lage von Monsheim. Er wurde 1864 als Endpunkt der aus Worms kommenden Bahnstrecke eröffnet. 1867 erfolgte die Verlängerung nach Alzey und 1871 bis nach Bingen. In den Jahren 1872 und 1873 folgte die Zellertalbahn. 1873 folgte die Durchbindung der bislang in Dürkheim endenden Nordbahn, die somit die letzte Bahnstrecke war, die an den Bahnhof angebunden wurde. Er verfügt über Fahrrad-Stellplätze, Busanschluss sowie Parkplätze. Sein früheres Empfangsgebäude steht zudem unter Denkmalschutz, für den Bahnbetrieb spielt es jedoch keine Rolle mehr. Während der zweiten Hälfte der 1990er Jahre wurde er im Zuge eines landesweiten Projekts zum Umweltbahnhof umgebaut.